# Stadtbibliothek Hattingen
Die Stadtbibliothek Hattingen ist eine öffentliche Bücherei in der Altstadt von Hattingen. Gegründet wurde die Stadtbibliothek im Jahr 1920.
Sie befindet sich heute im Reschop Carré 1. Die Räumlichkeiten der Stadtbibliothek sind behindertengerecht. Die Leitung hat Anke Link. Ihre Medienzahl beträgt 48.000. Sie hat einen Förderverein.